# Bolyphantes lagodekhensis
Bolyphantes lagodekhensis es una especie de araña araneomorfa del género Bolyphantes, familia Linyphiidae. Fue descrita científicamente por Tanasevitch en 1990.
Se distribuye por Georgia. El cuerpo del macho mide aproximadamente 2,31 milímetros de longitud y el de la hembra 2,46 milímetros.